# 맬컴 사전트

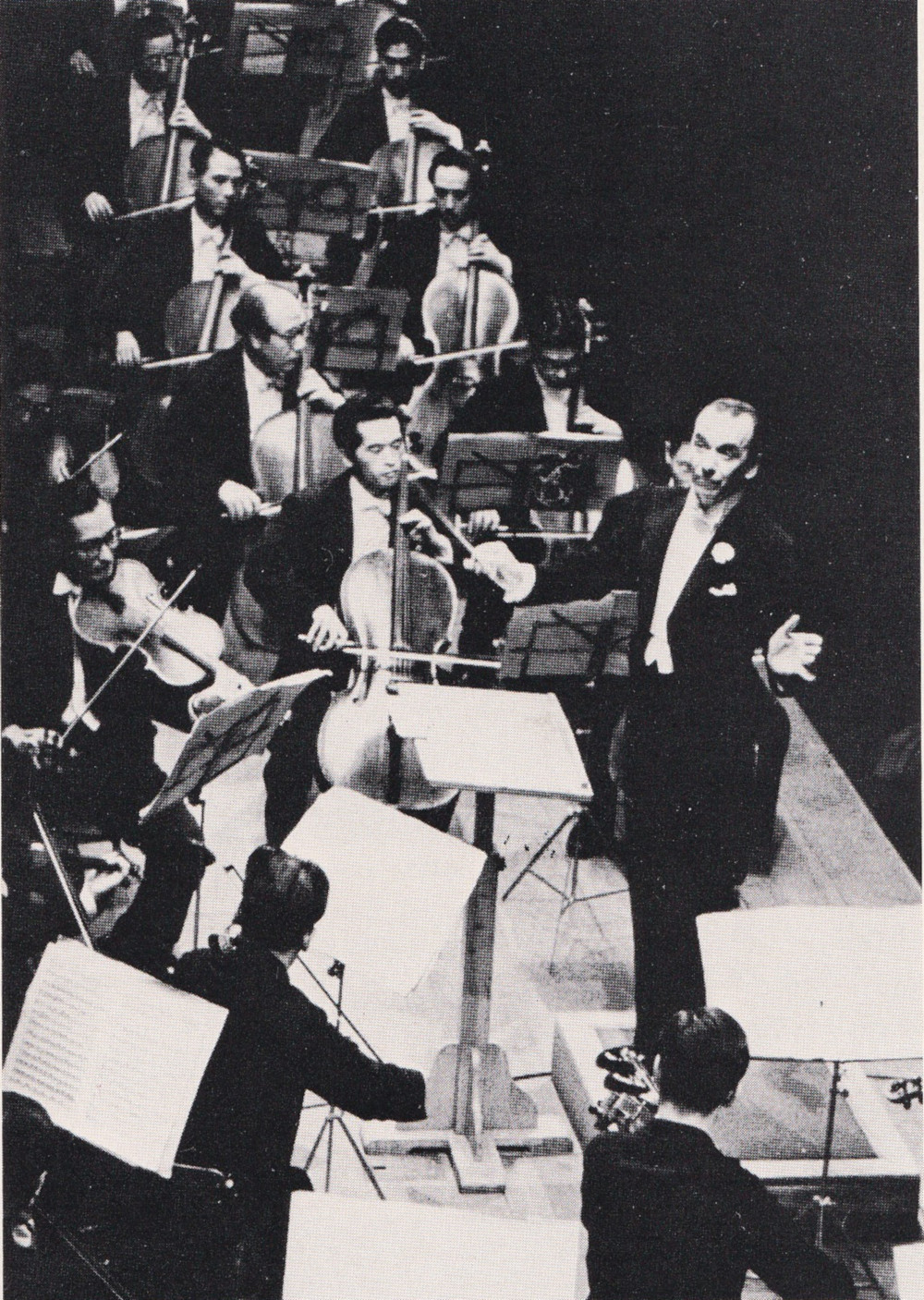

맬컴 사전트(Malcolm Sargent, 1895년 4월 29일 ~ 1967년 10월 3일)는 잉글랜드의 지휘자, 오르간 연주자, 작곡가이다.
스탠퍼드에서 태어났다. 처음에는 오르간 주자였으나 후에는 지휘자가 되어, 로열 필하모니를 비롯하여 영국의 각 관현악단을 널리 지휘하였다.